# Van Halen
 Der er for få eller ingen kildehenvisninger i denne artikel, hvilket er et problem. Du kan hjælpe ved at angive troværdige kilder til de påstande, som fremføres i artiklen.

Van Halen er et Amerikansk hard rock band dannet 1974 i Pasadena, Californien. Bandet består pt. af David Lee Roth (vokaler), Edward Van Halen (aka. Eddie Van Halen, guitar og keyboard), Alex Van Halen (trommer, percussion og baggrundvokal) og Wolfgang Van Halen (bas, baggrundvokal).
Van Halen har pt. (2007) solgt 56 mio. plader i USA, hvilket gør bandet til det 19. bedste sælgende band/artist i USA, foran stjerner som Guns 'N' Roses og U2 (ifølge Recording Industry Association of America/RIAA). Van Halen har i øjeblikket Guinness rekord på 11 nr. 1 hits på på Billboards Mainstream Rock Chart (Guinness Rekordbog 1999).

## Dannelsen af bandet
Brødrene Alex og Eddie Van Halen, begge født i Holland, gik til klaverundervisning som børn og viste begge musikalsk talent. Faderen var jazzmusikeren Jan Van Halen, og medvirkede på Klarinet på nummeret "Big Bad Bill (Is Sweet William Now)" fra Diver Down albummet fra 1982. Egentlig startede Alex som guitarist og Eddie som trommeslager, men mens Eddie kørte rundt og delte aviser ud, for at kunne betale for sit trommesæt, brugte Alex så lang tid på at øve sig på trommerne at han til sidst blev bedre end Eddie, så de besluttede sig for at bytte instrumenter.
Igennem high-school og college dannede brødrene adskillige bands, og i 1972 dannede de "Mammoth", der bestod af Eddie Van Halen på guitar og vokal, Alex Van Halen på trommer samt Mark Stone på bas. Fra et rivaliserende Pasadena band "The Red Ball Jets" lånte de ofte PA-anlæg, og fik derved kontakt til bandets forsanger David Lee Roth, hvis karismatiske og flamboyante stil de mente var perfekt til bandet. Mark Stone forlod bandet og blev hurtigt erstattet af deres college-ven Michael Anthony (født 20. juni 1954)

## David Lee Roth-perioden (1978-1985)
Bandet spillede på mange barer og spillesteder samt privatfester centreret omkring Los Angeles og i 1976 blev bandet opdaget af KISS-bassisten Gene Simmons, der gerne ville finansiere deres demo. Demoen blev indspillet i New York i 1977, men Kiss' selskab Casablanca ville ikke signe bandet, da de lige havde signet et lignende Heavy Metal band Angel.
Tilbage i L.A spillede de på Starwood, og her blev de spottet af Mo Ostin, en Warner Bros. ansat, der sammen med producer Ted Templeman skaffede Van Halen en pladekontrakt.
Navnet skulle efter sigende være valgt af David Lee Roth, da de opdagede at et andet band også hed Mammoth.
En coverversion af det klassiske Kinks nummer You Really Got Me kom på hitlisten og Van Halen blev hurtigt et hit med Davids udstråling, dynamiske optræden samt Eddie Van Halen's eminente guitarspil, der revolutionerede guitarverdenen og siden skabte skole.
Eddie Van Halen vandt desuden "guitarplayer of the year" fem år i træk, som den eneste foruden Jimmy Page fra Led Zeppelin og bassisten Billy Sheehan.
Bandet fik stor succes og alle pladerne med Roth solgte mindst til dobbelt platin (2 mio.) i USA. Bandet var f.eks. hovednavn på Steve Wozniaks U.S Festival 1983 og fik en rekordsum for dette.
Kommercielt toppede de i Davids tid med superhittet "Jump" fra albummet "1984", der var atypisk idet nummeret var keyboard-baseret.
David Lee Roth indspillede en solo EP-plade i 1985 og havde planer om at lave en film dertil, hvor han selv spillede hovedrollen.
Han lagde 2 mio. dollars ud af egen lomme, og forlod Van Halen 1. april 1985.
David Lee Roth's filmprojekt blev dog aldrig til noget, og han startede i stedet et nyt band under eget navn.

## Sammy Hagar-perioden (1985-1996)
Van Halen skaffede sig hurtigt en ny forsanger i Sammy Hagar (født 13. december 1947)
Med Sammy Hagar som vokalist indspillede bandet 4 studio-albums, der alle blev nr. 1 på billboards salgsliste i USA og alle solgte til platin.
Stilen blev mere "mainstream rock" med flere ballader og sange med keyboard.
I 1991 vandt bandet deres første og hidtil eneste Grammy for videoen til hittet "Right Now", igen en atypisk Van Halen sang i og med at den er med klaver.
De var bl.a. i Danmark i Forum i 1993 samt på Roskilde Festival i 1995; en koncert, der af flere blev betegnet som den største koncert i festivalens historie.
Sammy Hagar forlod eller blev smidt ud af bandet 5. juni 1996 pga. uenigheder mellem ham og brødrene Van Halen.
Under indspilningerne til Balance-albummet var der problemer med at tekstskrivningen til sangene, så der blev puttet 3 instrumentalsange ind på albummet.
I 1996 skete endnu et sammenstød, da Humans Being (Soundtrack til filmen Twister) skulle skrives.
Sammy Hagars forslag til sangtekst blev skrottet tre gange, og det endte med, at Eddie Van Halen og producer Glenn Ballard skrev teksten.

## 1996- Van Halen forsøger forgæves at genforene med Roth
Bandet stod nu uden forsanger, og Warner Bros. fik den idé at udsende en opsamlingsplade.
Her fik bandet den idé, at for at gøre pladen mere spændene at få Roth til at synge på en sang.
Det gik så godt, at den ene sang, blev til 2 og pladen solgte også til dobbelt platin.
Bandet gik nu i tanker om en officiel genforening med Roth, men det hele blev tabt på gulvet ved MTV-Awards 1996, d. 4 september, hvor bandet under stor ståhej sammen gik på scenen for at uddele en pris.
Efter showet kom David Lee Roth og Eddie Van Halen i skænderi, og alle de gamle sår blev åbnet.
De kom i omklammeri, og blev så vrede på hinanden at al snak om genforening blev udelukket.
Den 5. september 1996(Dagen efter MTV-showet)blev det offentliggjort at David Lee Roth ikke skulle være forsanger igen.

## Gary Cherone (1997-1999)
Bandet fandt derfor Gary Cherone, og sammen med ham lavede de albummet "III", der kommercielt floppede og er det eneste Van Halen album, der ikke har solgt til platin i USA. Pladen var anderledes og mere Rock-art i stilen, og den udvikling var fansene ikke tilfredse med. En turne blev påbegyndt og bandet skulle i 1999 havde spillet på Femøren på Amager, men en brækket hånd hos trommeslageren ødelagde det.
Selv om Van Halen internt fungerede nogenlunde blev de nødt til at afskedige Cherone.

## Genforening med Sammy Hagar (2004-2005)
Bandet var nu midlertidigt opløst, da de manglende en sanger efter selv at have fyret Gary Cherone.
Bl.a. gennemgik Edward en hofteoperation og han fik også konstateret kræft i tungen, som han dog blev helbredt fra.
Men så i marts 2004 offentliggjorde bandets management, at Sammy Hagar igen var vendt tilbage som forsanger.
Bandet indspillede tre nye sange med Hagar, og udgav et opsamlingsalbum kaldet Best Of Both Worlds, hvor de tre sange er på.
Sommerturnéen blev en stor succes, men bag scenen var det ikke nogen succes. Interne stridigheder gjorde, at mulige planer om et nyt studio-album, og en Europa-turne blev lagt på hylden.
Sammy Hagar forlod gruppen igen, og turnerede siden med Van Halens bassist Michael Anthony som en del af hans soloband, imens Van Halen pga. manglende forsanger var sat på ufrivillig pause.
Hos Van Halen-brødrene faldt det ikke i god jord, at deres bassist turnerede rundt med Sammy Hagar, og forholdet imellem brødrene og Michael Anthony var derfor ikke særlig godt.

## Genforening med David Lee Roth (2007-nutid)
Efter forhandlinger med den tidligere forsanger David Lee Roth lykkedes det Van Halen, at få Roth tilbage som forsanger igen.
David Lee Roth havde på dette tidspunkt ikke været medlem af bandet siden 1985, så gamle fans var lykkelige.
Brødrene Van Halen smed Michael Anthony ud af bandet, da han turnerede med Sammy Hagars nye band, og erstattede ham med Eddies egen søn Wolfgang Van Halen på bas.
Bandet turnerede i USA i efteråret 2007 og i 2008, men det var først i 2012 at et nyt udspil kom.
A Different Kind of Truth blev det første album med David Lee Roth i front siden 1984, og opnåede en placering som nr. 2 på den amerikanske billboardliste, men var ikke noget salgssucces.
Ifølge RIAA har pladen ikke opnået guld, hvilket er første gang nogensinde for en Van Halen-plade.
I marts 2015 udgives en live-plade fra en koncert spillet i Tokyo 15. juni 2013. Det var første gang bandet udgav en live-optagelse siden Live: Right here, right now fra 1993 og den første, hvor den originale forsanger David Lee Roth var med.
Eddie Van Halen døde af Kræft den 6 Oktober 2020 og siden har der været meget stille omkring bandet.

## Diskografi

### Studiealbum
1. Van Halen (1978)
2. Van Halen II (1979)
3. Women And Children First (1980)
4. Fair Warning (1981)
5. Diver Down (1982)
6. 1984 (1983)
7. 5150 (1986)
8. OU812 (1988)
9. For Unlawful Carnal Knowledge (1991)
10. Balance (1995)
11. III (1999)
12. A Different Kind Of Truth (2012)

### Livealbum
- Live: Right here, right now (1993)
- Live: Tokyo Dome In Concert (2015)

### Compilationalbums/Opsamlingsalbums
- "Best Of Van Halen Vol. 1" (1996)
- "The Best Of Both Worlds" (2004)

### DVD-/VHS-udgivelser
- Live Without A Net (1986)
- Live: Right Here, Right Now (1993)
- Best Of Video Hits (1996)